# Club africain du XXe siècle
Le classement des meilleurs clubs africains du XXe siècle (anglais : CAF African Club of the 20th Century) est un classement des clubs les plus titrés du XXe siècle sur le continent africain, publié le 31 décembre 2000 par la Confédération africaine de football (CAF). 

## Méthodologie
Le classement a été exclusivement calculé à partir des résultats des clubs dans les compétitions par clubs de la CAF (des quarts de finale à la finale de chaque tournoi) de 1964 à 2000.  Les performances des clubs dans la phase des poules de la Ligue des champions, et dans les compétitions organisées par la CAF depuis 1997, ont été incluses. Les compétitions régionales organisées par les sous-confédérations africaines, ainsi que la Coupe afro-asiatique n'ont pas été incluses.  Les performances des clubs dans la 1re édition de la Coupe du monde des clubs, ont été incluses dans le classement.
La CAF a suivi le plan suivant pour déterminer le nombre de points à accorder.
| Compétition                                             | 5 points | 4 points | 3 points       | 2 points                      | 1 point                       |
| ------------------------------------------------------- | -------- | -------- | -------------- | ----------------------------- | ----------------------------- |
| Ligue des champions de la CAF 1997-2000                 | Champion | Dauphin  | Demi-Finaliste | 3e durant la phase des poules | 4e durant la phase des poules |
| Coupe des clubs champions africains 1965-1996           |          | Champion | Dauphin        | Demi-Finaliste                | Quart de Finaliste            |
| Coupe d'Afrique des clubs vainqueurs de coupe 1975-2000 |          | Champion | Dauphin        | Demi-Finaliste                | Quart de Finaliste            |
| Coupe de la CAF 1992-2000                               |          | Champion | Dauphin        | Demi-Finaliste                | Quart de Finaliste            |
| Supercoupe de la CAF 1992-2000                          |          |          |                |                               | Champion                      |
| Coupe du monde des clubs de la FIFA 2000                |          |          |                | Participation                 |                               |

## Classement
| Position | Club                       | Pays                             | Pts. |
| -------- | -------------------------- | -------------------------------- | ---- |
| 1        | Al-Ahly SC                 | Égypte                           | 40   |
| 2        | Zamalek SC                 | Égypte                           | 37   |
| 3        | Asante Kotoko SC           | Ghana                            | 34   |
|          | Canon Yaoundé              | Cameroun                         | 34   |
| 5        | ES Tunis                   | Tunisie                          | 27   |
|          | ASEC Mimosas               | Côte d'Ivoire                    | 27   |
| 7        | Hearts of Oak              | Ghana                            | 26   |
| 8        | Africa Sports              | Côte d'Ivoire                    | 25   |
| 9        | JS Kabylie                 | Algérie                          | 22   |
| 10       | TP Mazembe                 | République démocratique du Congo | 20   |
| 11       | Étoile sportive du Sahel   | Tunisie                          | 19   |
| 12       | Hafia Football Club        | Guinée                           | 19   |
| 13       | Shooting Stars Sports Club | Nigeria                          | 18   |
| 14       | Ismaily Sporting Club      | Égypte                           | 17   |
| 15       | AS Vita Club               | République démocratique du Congo | 17   |
| 16       | Raja Casablanca            | Maroc                            | 17   |
| 17       | Arab Contractors           | Égypte                           | 16   |
| 18       | FAR Rabat                  | Maroc                            | 15   |
| 19       | Nkana Football Club        | Zambie                           | 15   |

Top 18 publié le 30 décembre 2000
La nationalité est indiquée par les codes des pays de la FIFA.
Basé sur cette étude statistique, le club Al-Ahly d'Égypte fut nommé « Club africain du siècle » par la Confédération africaine de football le 31 décembre 2000.